# رشید جبایلی
رشید جبایلی (انگلیسی: Rachid Djebaili؛ زادهٔ ۲۶ آوریل ۱۹۷۵) بازیکن فوتبال اهل فرانسه بود.
از باشگاه‌هایی که در آن بازی کرده‌است می‌توان به باشگاه فوتبال پادربورن، باشگاه فوتبال لوزان-اسپورت، باشگاه فوتبال سنت جانستون، و باشگاه ورزشی الرفاع اشاره کرد.